# Кубок Англии по футболу 1876/1877
Кубок Англии по футболу 1876/77 — 6-й розыгрыш старейшего футбольного турнира в мире, Переходящего кубка Футбольной ассоциации, также известного как Кубок Англии. На момент первой жеребьёвки розыгрыша Кубка в нём было заявлено 37 футбольных клуба.
Турнир начался 14 октября 1876 года первым раундом и завершился финалом, который прошел 24 марта 1877 года на стадионе «Кеннингтон Овал» в Лондоне, где «Уондерерс» победил «Оксфорд Юниверсити» со счетом 2:1.

## Первый раунд
| Домашняя команда      | Счёт   | Выездная команда   | Посещаемость | Дата            |
| --------------------- | ------ | ------------------ | ------------ | --------------- |
| Саутолл               | т.п.   | Олд Уайкхемистс    |              |                 |
| Шеффилд               | т.п.   | Троянс             |              |                 |
| Барнс                 | т.п.   | Олд Итонианс       |              |                 |
| Ройал Энджинирс       | 2:1    | Олд Харровейнс     | 2279         | 4 ноября 1876   |
| Клэпем Роверс         | 5:0    | Рейгейт Приори     | 2830         | 11 ноября 1876  |
| Куинз Парк            | дальше |                    |              |                 |
| Аптон Парк            | 7:0    | Лейтон             | 1357         | 28 октября 1876 |
| Уондерерс             | т.п.   | Сафрон-Уолден Таун |              |                 |
| Саут Норвуд           | 4:1    | Саксонс            | 800          | 4 ноября 1876   |
| Оксфорд Юниверсити    | т.п.   | Олд Салопенс       |              |                 |
| Шропшир Уондерерс     | т.п.   | Друидс             |              |                 |
| Пилгримс              | 4:1    | Рамблерс           | 700          | 14 октября 1876 |
| Свифтс                | 2:0    | Рединг Хорнетс     | 948          | 4 ноября 1876   |
| Кембридж Юниверсити   | т.п.   | Хай Уиком          |              |                 |
| Пантерс               | 3:0    | Вуд Грейндж        | 500          | 8 ноября 1876   |
| Сто пятый полк        | 3:0    | Фест Суррей Райфлз | 500          | 11 ноября 1876  |
| Хартфордшир Рейнджерс | 1:2    | Марлоу             | 700          | 4 ноября 1876   |
| Рочестер              | 5:0    | Хайбери Юнион      | 706          | 4 ноября 1876   |
| Форест Скул           | 4:1    | Грешем             | 500          | 4 ноября 1876   |

## Второй раунд
| Домашняя команда    | Счёт   | Выездная команда  | Посещаемость | Дата            |
| ------------------- | ------ | ----------------- | ------------ | --------------- |
| Ройал Энджинирс     | 3:0    | Шропшир Уондерерс | 2112         | 9 декабря 1876  |
| Марлоу              | 1:0    | Форест Скул       | 1045         | 29 ноября 1876  |
| Куинз Парк          | дальше |                   |              |                 |
| Аптон Парк          | 1:0    | Барнс             | 1500         | 9 декабря 1876  |
| Уондерерс           | 6:0    | Саутолл           | 3721         | 16 декабря 1876 |
| Саут Норвуд         | 0:7    | Шеффилд           | 800          | 2 декабря 1876  |
| Оксфорд Юниверсити  | 6:1    | Сто пятый полк    | 1204         | 14 декабря 1876 |
| Пилгримс            | 1:0    | Пантерс           | 700          | 9 декабря 1876  |
| Кембридж Юниверсити | 2:1    | Клэпем Роверс     | 1200         | 16 декабря 1876 |
| Рочестер            | 1:0    | Свифтс            | 750          | 16 декабря 1876 |

## Третий раунд
| Домашняя команда    | Счёт | Выездная команда | Посещаемость | Дата           |
| ------------------- | ---- | ---------------- | ------------ | -------------- |
| Ройал Энджинирс     | 1:0  | Шеффилд          | 2383         | 20 января 1877 |
| Аптон Парк          | 2:2  | Марлоу           | 1500         | 24 января 1877 |
| Уондерерс           | 3:0  | Пилгримс         | 4000         | 20 января 1877 |
| Оксфорд Юниверсити  | т.п. | Куинз Парк       |              |                |
| Кембридж Юниверсити | 4:0  | Рочестер         | 1189         | 3 февраля 1877 |

### Переигровка
| Домашняя команда | Счёт | Выездная команда | Посещаемость | Дата           |
| ---------------- | ---- | ---------------- | ------------ | -------------- |
| Аптон Парк       | 1:0  | Марлоу           | 1500         | 27 января 1877 |

## Четвёртый раунд
| Домашняя команда    | Счёт   | Выездная команда | Посещаемость | Дата            |
| ------------------- | ------ | ---------------- | ------------ | --------------- |
| Уондерерс           | дальше |                  |              |                 |
| Оксфорд Юниверсити  | 0:0    | Аптон Парк       | 1500         | 24 февраля 1877 |
| Кембридж Юниверсити | 1:0    | Ройал Энджинирс  | 1200         | 17 февраля 1877 |

### Переигровка
| Домашняя команда   | Счёт | Выездная команда | Посещаемость | Дата          |
| ------------------ | ---- | ---------------- | ------------ | ------------- |
| Оксфорд Юниверсити | 1:0  | Аптон Парк       | 1500         | 10 марта 1877 |

## Полуфиналы
| Домашняя команда   | Счёт   | Выездная команда    | Посещаемость | Дата          |
| ------------------ | ------ | ------------------- | ------------ | ------------- |
| Уондерерс          | 1:0    | Кембридж Юниверсити | 4000         | 20 марта 1877 |
| Оксфорд Юниверсити | дальше |                     |              |               |

## Финал
| Домашняя команда | Счёт | Выездная команда   | Посещаемость | Стадион         | Дата          |
| ---------------- | ---- | ------------------ | ------------ | --------------- | ------------- |
| Уондерерс        | 2:0  | Оксфорд Юниверсити | 3000         | Кеннингтон Овал | 24 марта 1877 |